# Первитино (Старицкий район)
Первитино — деревня в Старицком районе Тверской области, входит в состав Степуринского сельского поселения.

## География
Деревня расположена на берегу реки Ржать в 15 км на юго-запад от центра поселения деревни Степурино и в 40 км на юго-восток от райцентра города Старицы.

## История
В 1757 году в селе была построена каменная Казанская церковь с 3 престолами.
В конце XIX — начале XX века село входило в состав Первитинской волости Зубцовского уезда Тверской губернии.
С 1929 года деревня входила в состав Романовского сельсовета Старицкого района Ржевского округа Западной области, с 1935 года — в составе Калининской области, с 1994 года — в составе Романовского сельского округа, с 2005 года — в составе Степуринского сельского поселения.

## Население
| 1859 | 2002 | 2008 | 2010 |
| ---- | ---- | ---- | ---- |
| 61   | ↘3   | ↘1   | ↘0   |

## Достопримечательности
В деревне расположена недействующая Церковь Казанской иконы Божией Матери (1757).